# Sakata

Sakata (酒田市 Sakata-shi?) este un municipiu din Japonia, prefectura Yamagata.